# جون ك. جاكوبس
جون ك. جاكوبس (بالإنجليزية: John C. Jacobs)‏ هو سياسي أمريكي، ولد في 16 ديسمبر 1838، وتوفي في 22 سبتمبر 1894. انتخب عضو جمعية ولاية نيويورك وانتخب عضو مجلس ولاية نيويورك.